# Гас Пікслі
Гас Пікслі (англ. Gus Pixley; 1864 — 2 червня 1923) — американський актор театру та кіно, співак. Виступав у водевілях з американським імпересаріо Бертоном Стенлі. Широко гастролював разом із «Мінестрелами Емерсона» у США та Австралії у 1880-х та 1890-х роках. Пікслі виступав на Бродвеї і гастролював у Америці з музичним твором Віктора Герберта «Babes In Toyland» як персонаж «Інспектор Мармадук».
Пікслі знявся у 132 фільмах між 1910 та 1921 роками. Помер на озері Саранак, Нью-Йорк, 2 червня 1923 року у віці 49 років.

## Вибрана фільмографія
- 1912 — Водна німфа